# 周大業
周大業，中華民國（台灣）軍人、企業家、政治人物，曾任臺北縣議員，後代表中國國民黨在台灣省第一選區（北基宜）當選為第一屆第三次增額立法委員。